# Aleš Vašíček
Aleš Vašíček (22. února 1947 Ostrava – 18. února 2025) byl český sochař a sklářský výtvarník.

## Život
Aleš Vašíček v letech 1962–1966 absolvoval Střední uměleckoprůmyslovou školu sklářskou v Železném Brodu. Ve studiu pokračoval na Vysoké škole uměleckoprůmyslové v Praze u doc. Václava Plátka (broušené sklo a glyptika) a ve sklářském ateliéru prof. Stanislava Libenského. Studia zakončil roku 1972. Pracoval jako umělec ve svobodném povolání.
Roku 1979 byl jedním z vybraných autorů na prestižní výstavě New Glass - A Worldwide Survey v Corningu. Výstava pak putovala do Toleda, Metropolitního muzea v New Yorku, San Francisca, Londýna, Tokya a Paříže. Roku 1989 byl hostujícím profesorem na Akademii užitých umění v Ženevě a ve Sklářském centru Quebec v Montrealu a v letech 1989, 1990, 1996, 2001 a 2004 ve sklářském centru v Sars-Poteries ve Francii. Roku 1997 zde absolvoval dvouměsíční tvůrčí pobyt. Od roku 1992 měl možnost realizovat svá díla také ve spolupráci s japonskými architekty.

### Ocenění
- 1990 Grand Prize, International Glass Exhibition, Kanazawa[7][8]
- 2000 Honorary mention, Koganezaki Glass Museum, Koganezaki, Japonsko

## Dílo
Aleš Vašíček se po absolvování VŠUP zabýval převážně broušeným a leštěným optickým sklem a zkoumal vztah elementárních geometrických tvarů ke světlu. Základní tvary se v dílech vzájemně prostupují, vytvářejí celek sestavený z několika dílů nebo jsou dotvářeny broušením (Půlkoule - tři segmenty, 1978). Patřil k předním reprezentantům tohoto trendu v Československu a získal respekt i v zahraničí. Sám přispěl podstatně k rozvoji prizmatické plastiky díky svému skulpturálnímu cítění i jako zručný brusič. Přelomovou výstavou tvůrců prizmatických plastik (označovaných jako "kostičkáři") na téma krychle bylo roku 1981 společné vystoupení s Oldřichem Plívou, Marianem Karlem a Jánem Zoričákem v Nové síni v Praze (Aleš Vašíček: Rotor, 1981). Po této výstavě se ale skupina rozešla, protože nápady se začaly opakovat a každý z výtvarníků se vydal jinou cestou.
Vašíček v 80. letech opustil prizmatickou plastiku, která mu začala připadat příliš rigidní, chladná a arogantní a začal hledat cestu k větší obsahové sdílnosti a emotivní působivosti skla tavením v sochařsky modelované formě. Roku 1986 instaloval ve svém ateliéru dvě tavicí pece. Zkoumal zejména uzavřený nebo polootevřený prstencový útvar, který je i v jeho následující tvorbě dominantní (Velký prstenec, 1984).
Vyprofiloval se ve výraznou sochařskou osobnost s velkorysým plastickým cítěním. Autor klade důraz na prostorovou expresivnost svých soch, hýří napětím a energií a využívá transparence skla a jeho optických kvalit k posílení účinku. Volí barvy skla, které evokují oheň, zemi a vodu, zatímco zdánlivá lehkost závojů a bublin vyjadřuje vzduch. V jeho tvorbě nastal zásadní přelom, když ponechával stopy modelace, integroval do skla předměty jako např. mořské mušle, začal využívat trhlin, zlomů a jakoby pulzujících struktur v nitru průhledného tvaru. Efekt světla potlačil matným povrchem svých plastik, které tak světlo pohlcují a neodrážejí.
Později začal uplatňovat v sochách "barokní princip", kde striktní architektonický řád narušuje dynamický prvek rozvinutý do prostoru. Sochy reflektují nekonečný zápas mezi řádem a chaosem a pravidelným rytmem zrození a smrti nebo spánku a bdění, do kterého náhle vstoupí emoce, nečekaná setkání nebo zvraty osudu a dají prostor náhodě, která naruší řád a pevnou formu. Námětem se stala kosmologicky chápaná příroda. Od roku 1993 jsou jeho plastiky velmi expresivní (Modré jezero, Modrý oblouk) a vrcholí v cyklu Živly z roku 1995. Z této linie tvorby se vymyká Zvěstování (1994), kde jsou do vnitřního obvodu prstence náznakově zakomponovány postavy P. Marie a anděla.
Během pobytu v Sars-Poteries roku 1997 mu barva skla přestala vyhovovat a považoval ji za zavádějící. Vrátil se k primárním vlastnostem skla a začal své nové robustní plastiky tvořit z čirého křišťálového skla, kde je čistota materiálu konfrontována se stopami modelace, které rozptylují světlo.

### Zastoupení ve sbírkách
- Yokohama Museum of Art
- Kanazawa City Hall
- Koganezaki Crystal Park Museum
- Kunstsammlungen der Veste Coburg

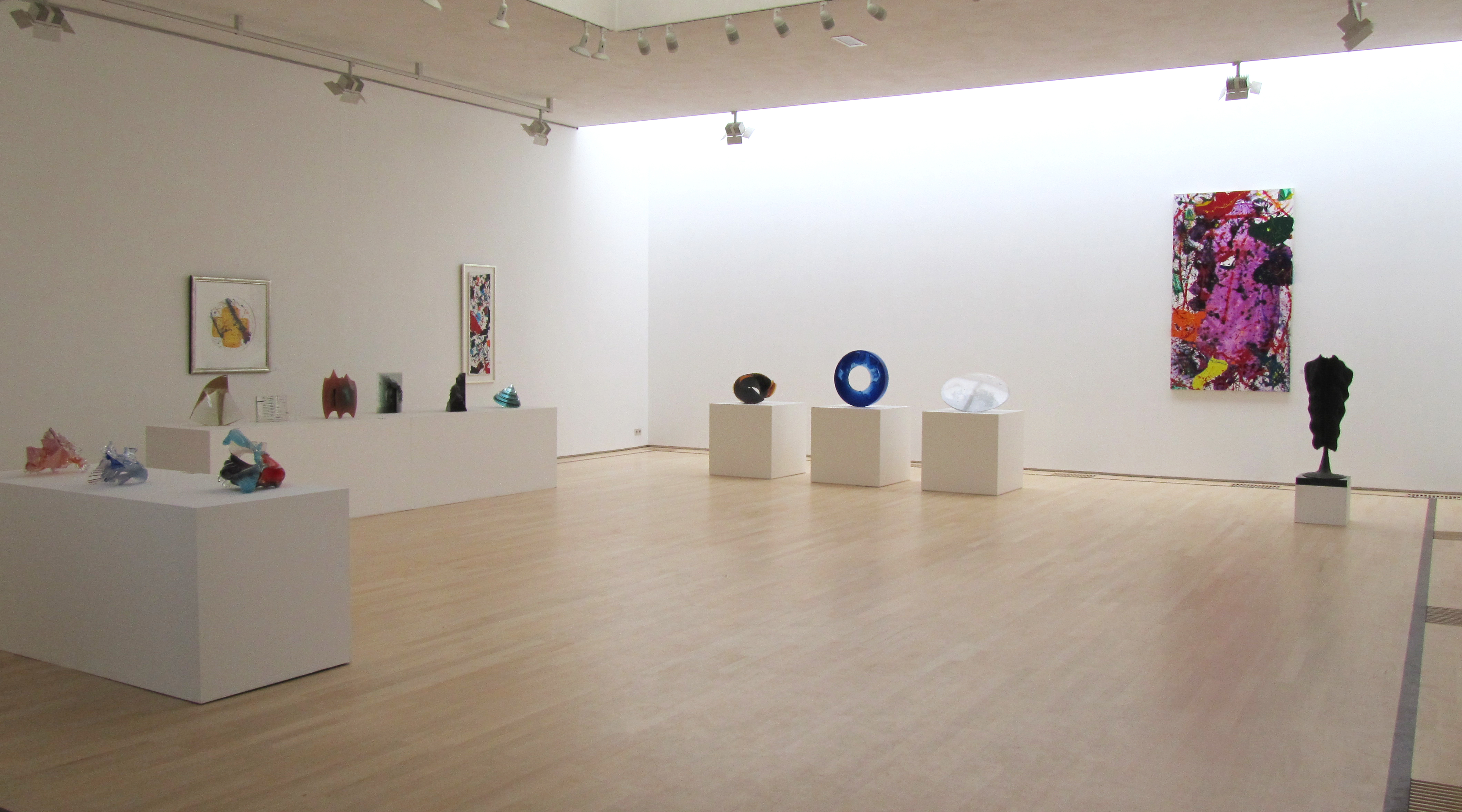
Aleš Vašíček v Museum Jan van der Togt

- Musée des Arts décoratifs, Lausanne
- Musée du Verre de Sars-Poteries
- Chateau Pichon Longueville
- Museum für Kunst und Gewerbe, Hamburg
- Museum Kunstpalast, Düsseldorf
- Glasmuseum Ernsting Stiftung, Coesfeld
- Museum of Applied Arts, Mexico
- Museum van der Togt, Amsterdam
- Hambros Bank, Londýn
- Barcelona City Hall
- Moravská galerie v Brně[23]
- Krajské muzeum Východních Čech, Pardubice
- Muzeum skla a bižuterie v Jablonci nad Nisou
- Muzeum umění Olomouc
- Severočeské muzeum p.o., Liberec

### Instalace v exteriéru, symposia

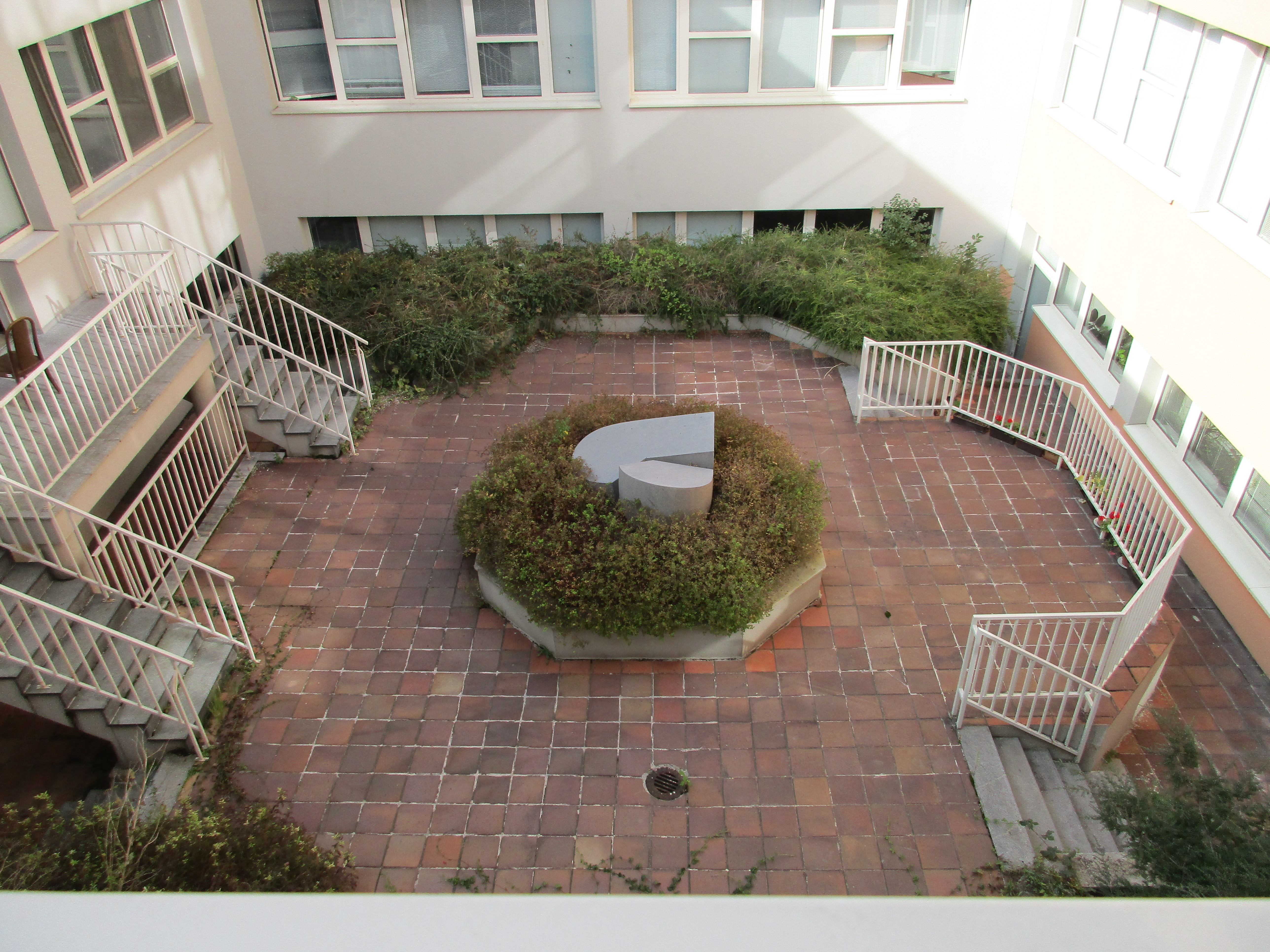
Aleš Vašíček: Zlomené srdce, Střížkov

- 1984 Moje radosti (ztavené přebrušované hranoly, kresba, Kopanina
- 1986 Triangl (přebrušované tavené sklo, kov 5 x 5 m), akce Prostor 3[24]
- 2020 Zlomené srdce, Praha Střížkov

### Výstavy

#### Autorské
- 1989 Aleš Vašíček, Galerie Trois (Georgette Strobino), Ženeva
- 1990 Aleš Vašíček, Elene Lee Gallery, Montreal
- 1991 Aleš Vašíček, Galerie Atrium, Praha
- 1992 Aleš Vašíček, Nakama Gallery, Japonsko
- 1993 Aleš Vašíček, Galerie Cristine Wacques, Brusel
- 1993 Aleš Vašíček: Glass Sculptures, Galerie Rob van den Doel, Praha
- 1994 Aleš Vašíček, Heller Gallery, New York City
- 1995 Aleš Vašíček, Museum van der Togt, Amsterdam
- 1995 Aleš Vašíček, Glasgalerie Stölting, Hittfeld
- 1996 Aleš Vašíček, Nakama Gallery, Japonsko
- 1997 Aleš Vašíček, Art Glass Gallery, Luxembourg
- 1998 Aleš Vašíček, Lunes de Cristal
- 2001 Aleš Vašíček: Porušení rovnováhy, Galerie Synagoga, Hranice
- 2001 Aleš Vašíček, Nakama Gallery, Japonsko
- 2003 Aleš Vašíček, Heller Gallery, New York City
- 2006 Aleš Vašíček, Heller Gallery, New York City
- 2006 Aleš Vašíček, Studio Glas Gallery, Londýn
- 2007 Aleš Vašíček: Otisky skutečnosti, Ostravské muzeum
- 2011 Aleš Vašíček: Sklo / Glass, Východočeské muzeum, Pardubice
- 2017 Aleš Vašíček: Ozvěna, Libeňská synagoga (Synagoga na Palmovce), Praha

#### Kolektivní (výběr)
- 1973 Art tchèque contemporain: Gravure, céramique, verres / Zeitgenössische tschechische Kunst: Druckgraphik, Keramik, Gläser, Musée d'art et d'histoire Fribourg / Museum für Kunst und Geschichte Freiburg , Fribourg
- 1973 Metamorfózy skla, Moravská galerie v Brně
- 1973/1974 Böhmisches Glas der Gegenwart, Museum für Kunst und Gewerbe Hamburg, Museum Kunstpalast (Kunstmuseum Düsseldorf), Düsseldorf, Badisches Landesmuseum Karlsruhe, Kunstgewerbemuseum Berlin, Kunstsammlungen der Veste Coburg
- 1977 Umělecké sklo 1977. Oborová přehlídka současné sklářské tvorby, Praha
- 1979 Výtvarní umělci dětem, Praha
- 1980 Trienále řezaného skla, Uměleckoprůmyslové muzeum, Brno
- 1980 Die Kunst Osteuropas im 20. Jahrhundert, Garmisch-Partenkirchen
- 1980 Licht, Form, Gestalt, Kunstmuseum Düsseldorf im Ehrendorf, Düsseldorf
- 1981 Sklo (M. Karel, O. Plíva, A. Vašíček, J. Zoričák), Galerie Nová síň, Praha
- 1982 Prostor 1, Památník národního písemnictví, Praha
- 1983 Skleněná plastika, Dům umění města Brna
- 1983 Prostor 2, Veletržní palác, Praha
- 1984/1985 Století designu, Výstavní síň generálního ředitelství Výstavby hlavního města Prahy, Praha
- 1984 Československé sklo '84: Umělecká sklářská tvorba, Valdštejnská jízdárna, Praha
- 1984 Setkání: Skleněná plastika v historickém prostředí, Zámek Telč
- 1984 Glassculpturen, Zwolsche Algemeene N.V., Nieuwegein
- 1985 Sto let českého užitého umění: České užité umění 1885-1985 ze sbírek Uměleckoprůmyslového muzea v Praze k stému výročí založení muzea, Uměleckoprůmyslové museum, Praha
- 1986 Prostor 3, vodní nádrž, Všemina
- 1987 Vidre d´art, Hivernacle Barcelona
- 1989/1990 Reflex der Jahrhunderte, Grassi - Museum für Angewandte Kunst, Lipsko
- 1991/1992 Nomades del Vidre, Barcelona, Barcelona
- 1991 Prague Glass Prize 91 / Sklářská cena Praha 91, Mánes, Praha
- 1992 Sztuka czeska i słowacka XX. w., Muzeum Narodowe we Wrocławiu
- 1992 Souvztažnosti, Skleněná plastika a vitráže 1992, Dům umění města Brna
- 1992/1993 Festival českého a japonského skla 1992 - 1993, Mánes, Praha, Muzeum dekorativního umění Azabu, Tokio, Village of Glass, Hiroshima, Machida City Museum of Graphic Art, Bohemia Glass Museum Karuizawa, Nagano
- 1995 One Hundred Years of Bohemian Glass, Takasaki Museum of Art
- 1995 Česká tavená skleněná plastika, Muzeum skla a bižuterie v Jablonci nad Nisou
- 1998 Zeitgenössische tschechische Glaskunst, Tschechisches Zentrum Berlin
- 1999/2000 Czech Glass 1999, Peking
- 2000 Light Transfigured - Contemporary Czech Glass Sculpture, Hida Takayama Museum of Art, Gifu, Toyama Shimin Plaza, Toyama
- 2001 Masters of Czech crystalware, National Museum of History, Taipei
- 2001 Light Transfigured - Contemporary Czech Glass Sculpture, Hiroshima City Museum of Contemporary Art, Kanazu Forest of Creation, Fukui, Odakyu Museum, Tokio
- 2009 Connections 2009, Contemporary European Glass Sculpture/ Současná evropská skleněná plastika, Mánes, Praha
- 2009/2010 Voices of Contemporary Glass: The Heineman Collection, The Corning Museum of Glass
- 2009 Biënnale Kijkduin 2009: Echo's van de zee, Kijkduin
- 2011 Sklo (M. Karel, O. Plíva, A. Vašíček, J. Zoričák), Galerie Nová síň, Praha[25]
- 2011/2012 Éclats! Le musee se met au verre... contemporain, Museum Würth, Erstein (Bas-Rhin)
- 2012 Místo v čase, Libeňská synagoga (Synagoga na Palmovce), Praha
- 2012/2013 Vše nejlepší! České sklářské umění, Uměleckoprůmyslové museum, Praha
- 2014 Tavená skleněná plastika II, MG Železný Brod
- 2016 Královské slavnosti, Empírový skleník, Praha

### Katalogy
- Aleš Vašíček, aut. katalog, Heller Gallery, New York 1994
- Aleš Vašíček, aut. katalog, text Sylva Petrová, Museum van der Togt, Amsterdam 1995
- Aleš Vašíček, aut. katalog, 1997?
- Ales Vasicek, Musée du Verre, Conches-en-Ouch (Eure) 1998
- Aleš Vašíček, Anne Vanlatum: Aleš Vašíček - Sklo, Hranice 2000
- Aleš Vašíček, Městské muzeum a galerie Hranice 2001
- Jiří Machalický: Aleš Vašíček - tavené sklo, Ostravské muzeum 2007

### Souborné publikace (výběr)
- Dušan Šindelář, Sklo, kat. 12 s., Galerie Nová síň, Praha 1981
- Pavla Drdácká, Mezinárodní sklářské sympozium Nový Bor 1982, ÚBOK Praha 1982
- Glassculpturen, Zwolsche Algemeene N.V., Nieuwegen 1984
- Kristian Suda, Prostor III (vodní nádrž Všemina), 1986
- Sto let českého užitého umění (České užité umění 1885-1985 ze sbírek Uměleckoprůmyslového muzea v Praze k stému výročí založení muzea), 244 s., Praha 1987
- Who´s Who in Contemporary Glass Art. A Comprehensive World Guide to Glass Artists-Craftsmen-Designers, Waldrich Verlag, München 1993, p. 580
- One Hundred Years of Bohemian Glass, Takasaki Museum of Art 1995, p. 133
- Antonín Langhamer, Česká tavená skleněná plastika, 55 s., Muzeum skla a bižuterie v Jablonci nad Nisou 1995, ISBN 80-901809-4-9
- Peter Layton, Glass Art, 216 p., A & C Black, University of Washington Press 1996, ISBN 0-295-97565-2
- Jiří Bohdálek, Exhibition Czech Glass P.R. China 1999-2000
- Antonín Langhamer, Legenda o českém skle / The Legend of Bohemian Glass / Legende vom böhmischen Glas, 292 s., TIGRIS spol. s r. o., Prštné, Zlín 1999, ISBN 80-86062-02-3
- Sylva Petrová, Light Transfigured - Contemporary Czech Glass Sculpture, 161 s., Asahi Shimbun 2000
- Sylva Petrová, České sklo, Gallery (Jaroslav Kořán) 2001, ISBN 80-86010-44-9
- Oldřich Palata, Stanislav Libenský a jeho škola / and His School / und seine Schule / et son école /, 176 s., Galerie Prager Kabinet, Salcburk, Popi Praha 2001, ISBN 80-238-7608-2
- Guo li li shi bo wu guan, Masters of Czech crystalware, Taipei 2001, ISBN 957-02-7802-1, p. 48
- Alena Adlerová: Aleš Vašíček, in: A. Horová (ed.), Nová encyklopedie českého výtvarného umění - dodatky, 988 s., Academia, nakladatelství Akademie věd České republiky 2006, ISBN 80-200-1209-5, s. 817
- Milan Handl a kol., Connections 2009 (Contemporary European Glass Sculpture/ Současná evropská skleněná plastika), 180 s., Agency Prague Cherry 2009
- Sylva Petrová, Biënnale Kijkduin 2009
- Marie-France Bertrand, Éclats! Le musee se met au verre... contemporain, Museum Würth 2011
- Ivo Křen, Místo v čase, Libeňská synagoga (Synagoga na Palmovce), Praha 2012
- Josef Šrejma, Metroart (Výtvarná monografie metra 1974–1994), 197 s., Praha 2019, ISBN 978-80-270-6286-7
- Alena Volrábová, Sklo, obrazy, grafika (Eliáš, Matouš, Rožátová, Rybák, Vaňura, Vachtová, Vašíček, Volráb), nedatováno